# Petelia furva
Petelia furva är en fjärilsart som beskrevs av W. Warren 1897. Petelia furva ingår i släktet Petelia och familjen mätare. Inga underarter finns listade i Catalogue of Life.